# Syntomopus turanicus
Syntomopus turanicus är en stekelart som beskrevs av Dzhanokmen 2001. Syntomopus turanicus ingår i släktet Syntomopus och familjen puppglanssteklar.
Artens utbredningsområde är Kazakstan. Inga underarter finns listade i Catalogue of Life.